# روور اس‌دی۱
روور اس‌دی۱ (Rover SD۱) خودرویی است که در سال‌های ۱۹۷۶–۱۹۸۶ تولید شده‌است.
این خودرو در کلاس خودرو سایز بزرگ قرار گرفته، طراحی آن خودروهای موتور جلو-محور عقب بوده است. 